# Corpus de Referência do Galego Atual
O Corpus de Referência do Galego Atual (CORGA) é uma coleção de documentos que se armazenam em formato eletrónico, na qual estão representados os diferentes tipos de textos da língua galega atual (jornalísticos, literários etc.). Cronologicamente compreende textos publicados desde 1975 até a atualidade.
A amplitude de documentos de que consta, assim como os critérios empregados na sua seleção, permitem considerar este corpus representativo do uso linguístico do galego atual. O acesso é gratuito, mas é necessário registrar-se.
Neste momento dispõe de 25 milhões de formas que podem ser consultadas online.
O sistema passou recentemente por uma atualização com a finalidade de adequar o corpus existente às tecnologias atuais e possibilitar um sistema de recuperação de informação mais flexível e efetivo que o existente até então, pelo que se levou a cabo uma reestruturação da base documental seguindo o padrão XML (eXtensible Markup Language).